# Ахелоос (канонерская лодка)
Канонерская лодка «Ахелоос» (греч. Αχελώος) — корабль греческого флота, принявший участие в греко-турецкой войне 1897 года, Балканских войнах и Первой мировой войне.

## Корабль
Канонерская лодка была построена на верфи Блэкуолл, Англия. В греческой историографии, как правило, именуется паровым барком (греч. Ατμομυοδρόμων). Получил имя «Ахелоос», по имени одноимённой реки. Другими кораблями данного типа были «Алфиос», «Эвротас» и «Пиниос».
В силу того что все 4 канонерки носили имена рек, на греческом флоте за ними закрепилось имя «эскадра рек» (греч. Μοίρα ποταμών) или просто «реки» (греч. Ποταμοί), и под этим именем они упоминаются в греческой историографии.

## 1897 год
В кратковременной и «странной» греко-турецкой войне 1897 года «Ахелоос» себя не проявил. Более заметно участие канонерки в Балканских войнах.

## Балканские войны
Уже не новая, канонерка была придана второстепенной западной «Ионической флотилии». 5 (18) ноября 1912 года греческая армия приступила к освобождению города Химара. Уроженец города, майор жандармерии С. Спиромилиос, македономах (борец за воссоединение Македонии с Грецией), известный в Македонии под именем капитан «Буас», во главе отряда 200 критских добровольцев, местных жителей, а также маленькой десантной группы в 17 моряков высадился утром в бухте Спилиа. После непродолжительной стычки с турко-албанцами десант освободил Химару к вечеру того же дня. Позже десант был усилен ротой пехоты и сохранял контроль над городом до окончания войны.
Операция по высадке этого десанта была поддержана группой кораблей Ионической эскадры, состоявшей из 3 «паровых барков»: «Эвротас», «Ахелоос» и «Пиниос». На всём протяжении пребывания греческих частей в Химаре корабли оказывали поддержку армии и обеспечивали безопасность греческого населения города.
22 ноября 3 «паровых барка» по приказу министра Н. Стратоса провели операцию боевой разведки в заливе города Авлона с целью выяснения наличия там вражеских частей, для принятия окончательного решения по операции занятия Авлоны. С этой целью был высажен маленький десант в 10 моряков на острове Сасон. Албанцы в Авлоне были предупреждены, что если будет предпринята какая-либо акция против моряков на Сасоне, город будет обстрелян. Гарнизон Сасона оставался на острове до конца войны.
Эти предварительные действия греческого флота в заливе Авлоны вызвали резкую реакцию Австро-Венгрии и Италии, в результате чего план занятия Авлоны был оставлен и было принято решение провести операцию высадки у города Агии Саранта, который к тому же был южнее уже занятой Химары.
24 ноября в городе высадился 1-й пехотный полк, при огневой поддержке «Эвротаса», «Ахелооса» и «Пиниоса», «при неописуемом энтузиазме местного населения», как писал в своём рапорте командующий группой «паровых барков», капитан К. Георгантас. План штаба предусматривал быстрое продвижение полка к городу Делвино, чтобы атаковать с тыла (севера) османские силы, оборонявшие «Крепость Янины». Полк выступил лишь 28 ноября, что дало возможность значительным турецко-албанским силам встать на его пути. Встретив неожиданное и превышающее его возможности сопротивление, полк вернулся в Агии Саранта, погрузился на ожидавшие его пароходы и под защитой группы «паровых барков» был доставлен на остров Керкира, а затем в Превезу>.
В феврале 1913 года, перед окончательной фазой сражения за Янину, командующий армией наследный принц Константин потребовал более тесной блокады албанского побережья, через которое снабжалась турецкая армия. После греческих побед над турецким флотом в сражении у Элли и сражении у Лемноса греческий флот мог позволить себе переброску на Ионическое море старого броненосца «Псара». В состав флотилии, кроме 4-х «рек», находившихся в Ионическом море с начала войны, вошли также эсминцы «Аэтос», «Логхи», «Аспис» и захваченный у турок миноносец «Никополис». Эскадре были приданы также 4 мобилизованных пассажирских пароходов, среди которых были океанские лайнеры «Афина» и «Фемистокл». Командование эскадрой принял капитан Андреас Миаулис-младший. На флагманский броненосец «Псара» был командирован из МИДа служащий для решения вопросов, которые могли возникнуть как с новым государством Албания, так и с Австро-Венгрией и Италией.
Блокаде подверглось всё побережье Эпира и Албании, от Превезы до Авлона, а затем и до Диррахия.
Зона блокады была разделена на 4 сектора: Диррахий — Авлона, Авлона — северный мыс острова Керкира, пролив между Керкирой и Эпиром, южный мыс Керкиры — Превеза.
Контроль первых 2-х, отдалённых, секторов был поручен имевшим рацию эсминцам и пассажирским лайнерам. Контроль 2-х последних, внутренних, секторов взяли на себя «реки», «Никополис» и малые мобилизованные суда.
Флагман «Псара» направился в Авлона, где командующий эскадрой встретился с новыми албанскими властями, которым объяснил свою задачу. 18 февраля эскадра произвела операцию ложной высадки в Агиа Саранта, чтобы отвлечь османские силы из Янины. Операция повторилась 19 февраля, в день, когда началась решающая атака армии против «крепости Янины». 21 февраля турецкий гарнизон Янины сдался греческой армии.

## Первая мировая война
В октябре 1916 года все 4 «реки» были конфискованы Антантой по причине первоначального нейтралитета Греции и были переданы французам.
После вступления Греции в войну в июле 1917 года, корабли были возвращены греческому флоту в 1918 году.

## Последующие годы
Канонерка была использована как учебный корабль мичманской школы. Списана в 1925 году.

## Наследники
- Ахелоос (минный тральщик). Бывшее британское китобойное судно. Вошёл в состав флота в 1943 году.
- Ахелоос (большой десантный корабль). Вошёл в состав флота в 1947 году.